# Rhinomorinia subrostrata
Rhinomorinia subrostrata är en tvåvingeart som beskrevs av Villeneuve 1913. Rhinomorinia subrostrata ingår i släktet Rhinomorinia och familjen gråsuggeflugor. Inga underarter finns listade i Catalogue of Life.